# Новые религиозные движения в Японии
Но́вые религио́зные движе́ния Япо́нии (яп. 新宗教 синсю:кё:) — новые религиозные движения, которые, как правило, были основаны в Японии после первой половины XIX века. Их противоположность — «укоренившиеся религии» (яп. 既成宗教 кисэйсю:кё).

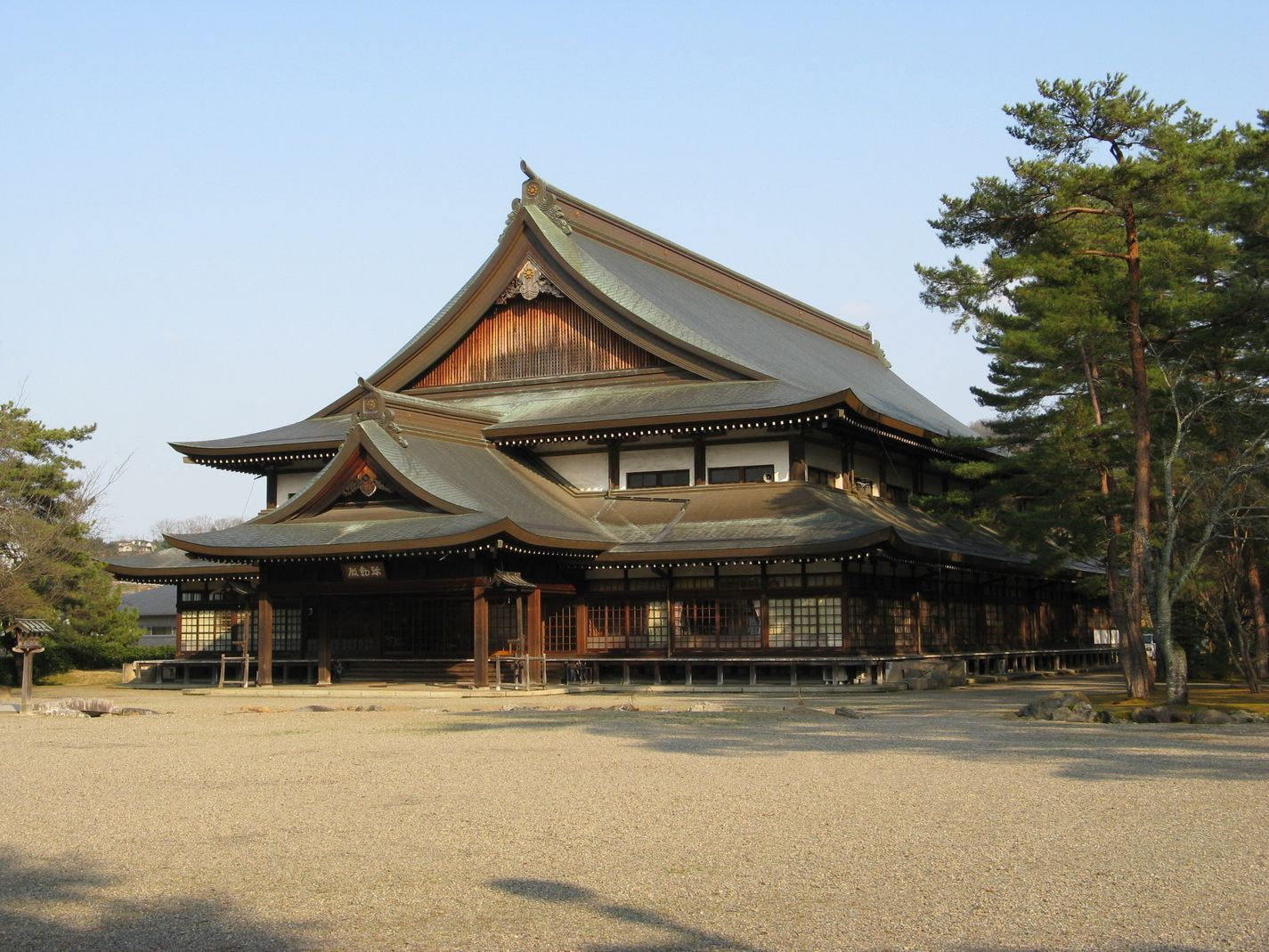
Мироку-дэн, храм нового религиозного движения Оомото-кё в Аябэ

Почти все синсюкё крайне склонны к религиозному синкретизму — они вобрали в себя как иностранные, так и японские религиозные элементы.
Точное количество таких религиозных движений установить очень трудно, но, вероятнее всего, оно исчисляется сотнями (около 300—400 сект). Согласно академическим исследованиям, синсюкё с количеством адептов более половины миллиона не так много. К таковым причисляют: Сока Гаккай, Кёдан абсолютной свободы, Рэйюкай, Риссё Косэй Кай, Сэйтё-но Иэ и Тэнрикё. Сект с количеством членов от 100 000 до 500 000 около пятидесяти. Некоторые из них: Гэдацукай, Оомото, Сукё Махикари. Большинство других синсюкё имеют менее сотни тысяч, а иногда и десяти тысяч адептов.

## История новых религиозных движений Японии

### Возникновение первых религиозных движений
Исследователи связывают возникновение большинства ранних новых религиозных движений с политикой правительства Мэйдзи в отношении укоренившихся религий. Власти проводили политику разделения буддизма и синтоизма (симбуцу бунри), и уложили все кисэйсюкё в прокрустово ложе своего строгого регламента, что повлекло за собой появление множества разочаровавшихся верующих. Возникли ранние синсюкё, которые старались удовлетворить религиозные нужды потерявших веру граждан. К ранним новый религиозным движениям причисляют: Хоммон Буцурю-сю (1857), Конкокё (1859), Куродзумикё (1814), Тэнрикё (1838) и Оомото-кё (1892). В основном синсюкё возникали в селах. Некоторые из них были образованы не в эпоху Мэйдзи, а в поздний период Эдо и не связаны с религиозной политикой правительства Мэйдзи. Одной из самых влиятельных ранних сект оказалась Оомото-кё, которая заложила основы для большинства новых религиозных движений будущего. В частности, лидер Оомото, Онисабуро Дэгути, использовал множество средств массовой коммуникации для проповеди. Подобный подход к прозелитизму был перенят многими другими синсюкё. Помимо этого, это религиозное движение является предшественником весьма крупной секты Сэйтё-но Иэ, основатель которой ранее был членом Оомото.

### Вторая волна религиозных движений и репрессии

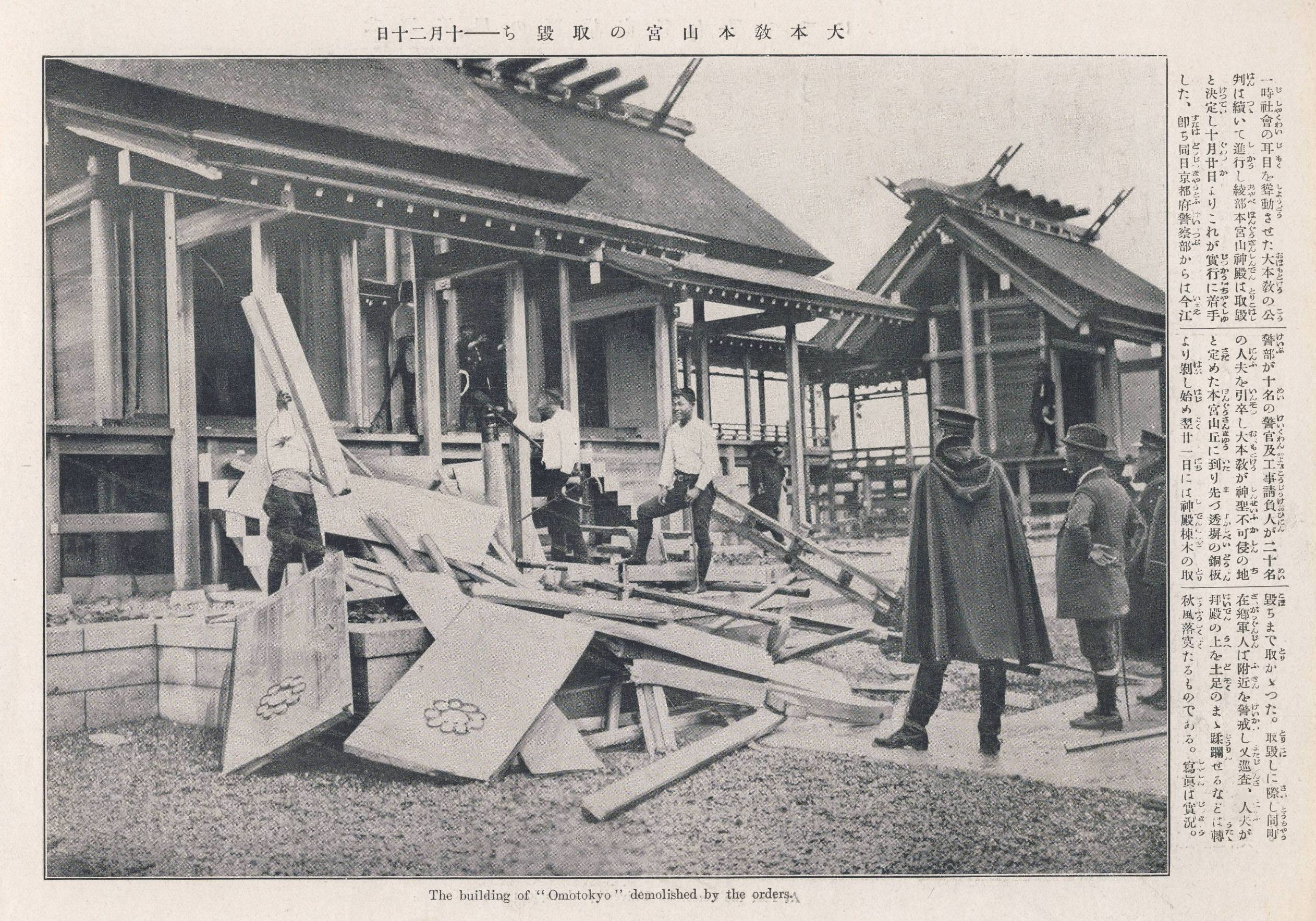
Гонения на Оомото-кё в 1921 году

Новые религиозные движения 1920-х и 1930-х годов возникали в основном в городах, что отчасти связано с усилившимся процессом урбанизации в Японии. Политика самоизоляции давно была отменена, в связи с чем в Японию хлынуло множество новых западных идей. Тем не менее, японское государство активно продвигало такие японоцентричные идеи как кокутай и кокка синто. На духовно-религиозные идеи иного толка власти смотрели с опаской и пытались репрессировать, что, как считают некоторые исследователи, послужило предпосылкой к созданию новых религиозных движений той эпохи. К таковым причисляют: Хито-но Мити (1925), Рэйюкай (1925), Сэйтё-но Иэ (1930), Сэкай Кюсэй-кё (1935) и Сока Гаккай (1930). Последнее стало самым успешным синсюкё в Японии после своего восстановления в 1950-х годах.
Законы тех времен делали очень трудным создание и организацию новых религиозных движений, от чего многие секты легально являлись не религиозными школами, а, к примеру, общественными движениями. К синсюкё относились как к полурелигиозным (яп. 宗教類似団体 сю:кё: рюидзи дантай) или квазирелигиозным организациям (яп. 擬似宗教団体 гидзи сю:кё: дантай). Власти смотрели на такие объединения крайне осторожно и пытались ограничивать их активность.
Многие новые религиозные движения были жестоко репрессированы. На Оомото-кё были совершены гонения в 1921 и 1935 годах, после чего секта не смогла вернуться в прежнее состояние. Хоммити (яп. 本道), филиал Тэнрикё, был репрессирован в 1928 и 1938 годах за пророчества о бедствиях в Японском государстве. Гонениям подверглась и секта Гэдацукай в 1934 году за проводимые ею сеансы духовного лечения. В 1943 было репрессировано движение Сока Гаккай, которое отвергало святость талисманов из святилища Исэ. Макигути Цунэсабуро, основатель секты, впоследствии умер в тюрьме в 1944 году.

### Послевоенное время и третья волна религиозных движений
Новая конституция Японии, принятая после окончания Второй мировой войны, гарантировала свободу вероисповедания. Был разработан закон о религиозных корпорациях (яп. 宗教法人法 сю:кё: хо:дзин хо:), цель создания которого заключалась в официальной регистрации новых религиозных движений и обеспечении их экономической независимости. Множество репрессированных сект смогли восстановиться, а те, которые ранее были официально закреплены как филиалы кисэйсюкё — стать самостоятельными. К примеру, подобное произошло с сектой Синнё-эн, которая долгое время считалась частью буддийской школы сингон. Известными синсюкё третьей волны считаются Бякко Синкокай (1951) и Махикари (1959).

### Четвертая волна или син-синсюкё
К четвертой волне японских новых религиозных движения исследователи чаще всего относят те, которые были образованы начиная с 1970-х годов и позже. Образование ранней части этих сект являлось реакцией на волнения в обществе, которые были связаны с нефтяным кризисом 1973 года.
Самые последние религиозные образования, включая секты 70-х годов, в журналистской среде получили термин син-синсюкё (яп. 新新宗教 син-синсю:кё:, «ново-новые религии»). Большая часть таких сект имеет свои корни в движении Нью-эйдж. Зачастую в таких религиях весьма значительным является концепт мира духов (яп. 霊界 рэйкай) и его связь с миром людей. Не менее важным элементом доктрин является оккультизм и вера в сокрытые тайны человечества, в частности в существование потерянных древних цивилизаций или материков (к примеру, Атлантиды или Пацифиды). Помимо использования привычных средств массовой информации, син-синсюкё создают специальные аниме и мангу в качестве проповеди. 
Видными представителями религиозных движений четвёртой волны являются Аум синрикё (1984) и Кофуку-но Кагаку (1986).
Из-за событий зариновой атаки в токийском метро, которая была проведена сектой Аум синрикё, в закон о религиозных корпорациях были внесены изменения уже в год инцидента. Согласно поправкам, всем религиозным движениям нужно быть зарегистрированными в министерстве образования, культуры, спорта, науки и технологий, а финансовая ситуация любой секты теперь должна быть прозрачной. К тому же, консультативный совет министерства, который известен как консул по религиозным корпорациям, получил больше прав на расследования тех религиозных сообществ, которые подозреваются в нарушении закона.

## Список новых религиозных движений

Эмблема Тэнрикё
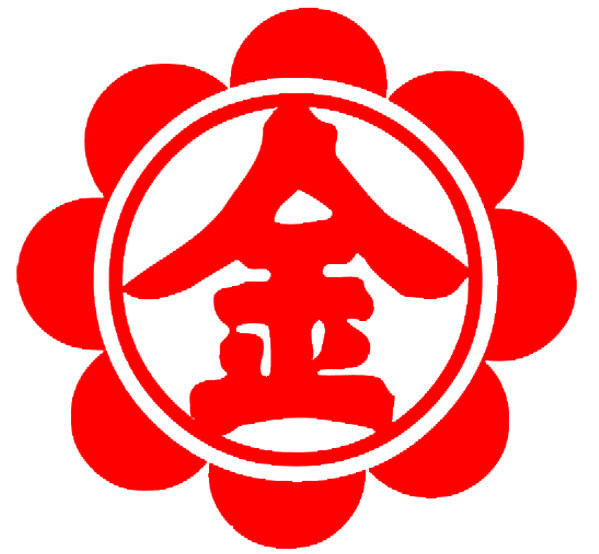
Эмблема Конкокё
Эмблема Оомото-кё

| Наименование             | Основатель                   | Год основания |
| ------------------------ | ---------------------------- | ------------- |
| Куродзумикё              | Мунэтада Куродзуми           | 1814          |
| Тэнрикё                  | Накаяма Мики                 | 1838          |
| Хоммон Буцурю-сю         | Нагамацу Ниссэн              | 1857          |
| Конкокё                  | Конко Дайдзин                | 1859          |
| Оомото-кё                | Дэгути Нао, Дэгути Онисабуро | 1892          |
| Кёдан абсолютной свободы | Мики Токухару, Мики Токутика | 1925          |
| Рэйюкай                  | Какутаро Кубо                | 1925          |
| Сэйтё-но Иэ              | Масахару Танигути            | 1930          |
| Сока Гаккай              | Макигути Цунэсабуро          | 1930          |
| Сэкай Кюсэй-кё           | Мокити Окада                 | 1935          |
| Бякко Синкокай           | Масахиса Гой                 | 1951          |
| Махикари                 | Котама Окада                 | 1959          |
| Аум синрикё              | Сёко Асахара                 | 1984          |
| Кофуку-но Кагаку         | Рюхо Окава                   | 1986          |

### Книги
- Clarke, Peter B.[англ.] (1999) A Bibliography of Japanese New Religious Movements: With Annotations. Richmond : Curzon. ISBN 9781873410806; OCLC 246578574
- Clarke, Peter B. (2000). Japanese New Religions: In Global Perspective. Richmond : Curzon. ISBN 9780700711857; OCLC 442441364
- Clarke, Peter B., Somers, Jeffrey, editors (1994). Japanese New Religions in the West. Japan Library/Curzon Press, Kent, UK. ISBN 1-873410-24-7
- Dormann, Benjamin (2012). Celebrity Gods: New Religions, Media, and Authority in Occupied Japan. University of Hawaiʻi Press[англ.]. ISBN 0824836219
- Dormann, Benjamin (2005). “New Religions through the Eyes of Ōya Sōichi, ’Emperor’ of the Mass Media”, in: Bulletin of the Nanzan Institute for Religion & Culture, 29, pp. 54–67
- Dormann, Benjamin (2004). “SCAP’s Scapegoat? The Authorities, New Religions, and a Postwar Taboo”, in: Japanese Journal of Religious Studies[англ.] 31/1: pp. 105–140
- Hardacre, Helen[англ.]. (1988). Kurozumikyo and the New Religions of Japan. Princeton: Princeton University Press. ISBN 0-691-02048-5
- Kisala, Robert (2001). “Images of God in Japanese New Religions”, in: Bulletin of the Nanzan Institute for Religion & Culture, 25, pp. 19–32
- Pokorny Lukas & Winter Franz. Handbook of East Asian New Religious Movements. — Brill Publishers, 2018. — P. 17—32. — 636 p. — (Brill Handbooks on Contemporary Religion). — ISBN 9789004362970.
- Wilson, Bryan R.[англ.] and Karel Dobbelaere[англ.]. (1994). A Time to Chant: The Såoka Gakkai Buddhists in Britain  Oxford: Oxford University Press. ISBN 0-19-827915-9
- Staemmler, Birgit, Dehn, Ulrich[нем.] (ed.): Establishing the Revolutionary: An Introduction to New Religions in Japan. LIT[нем.], Münster, 2011. ISBN 978-3-643-90152-1

### Статьи
- Мартинович В. А. К истории термина «новое религиозное движение» // Альманах «Сектоведение». — Минск: Минская духовная академия, 2018. — Т. VII. — С. 67—85.